# ICITY
iCITY — комплекс из двух небоскрёбов класса «А», построенный компанией «MR Group» в Москве. Комплекс состоит из двух башен: Time Tower (34 этажа, высота 141 м) и Space Tower (61 этаж, высота 257 м).
Строительство iCITY началось в июле 2020 года и завершилось в третьем квартале 2025 года.
Комплекс был спроектирован немецко-американским архитектором Хельмутом Яном и его фирмой JAHN architecture, а атриум iCITY — немецким архитектором Вернером Зобеком.
Комплекс расположен по адресу: Москва, Шмитовский проезд, 37.

## Архитектура
Проект iCITY, разработанный бюро JAHN Architecture под руководством Хельмута Яна, представляет собой два небоскрёба высотой 147 и 256 метров, соединённых на уровне подиума. Башни имеют направленные внутрь или скошенные углы, подчеркнутые красным фриттованным стеклом. Их фасады облицованы вертикальными перфорированными металлическими панелями, за которыми расположены открывающиеся окна: нержавеющая сталь используется на солнечной стороне, тёмно-серая — на теневой.
Главной особенностью являются открытые «скай-террасы» с полупрозрачными перекрытиями из закалённого стекла, «создающими эффект невесомости» и служащими рекреационными зонами.
В проект предусмотрен озеленённый подиум, плавно переходящий из внутреннего атриума в открытый сад.

## Стадия строительства
По состоянию на начало 2024 года строительство небоскрёбов близится к завершению. На апрель 2024 года готовность комплекса составляла 70 %. Завершены работы по монтажу светопрозрачных конструкций по башням Space Tower и Time Tower за исключением зон грузовых подъемников. Работы по монтажу светопрозрачных конструкций в стилобатной части завершены на 95 %.

## Премии
- Победитель премии Arendator Awards в номинации «Лучший проект бизнес-центра класса „А“» (2022[9] и 2023[10]).
- Лучший проект в специализированной премии Workplace Awards 2023[11].
- Золотой экосертификат «Клевер»[12].

## Галерея
- Ход строительства
- Январь 2022
- Июнь 2022
- Август 2022
- Январь 2023
- Июнь 2023
- Январь 2024
- Февраль 2024
- Март 2024
- Июнь 2024